# Антоний (Булухия)
Митрополит Анто́ний (в миру Марк Сомонович Булухия, груз. მარკოზ სომონის ძე ბულუხია; 7 мая 1956, деревня Очхамури, Кобулетский район, Грузия) — епископ Грузинской православной церкви, митрополит Ванский и Багдатский

## Биография
Родился 7 мая 1956 года в деревне Очхамури Кобулетского района Грузии.
Между 1976 и 1982 годами учился в Московском сельскохозяйственном институте, а в 1980—1982 годах — в Московском юридическом институте.
В 1987—1990 годах получил богословское образование во Мцхетской духовной семинарии.
16 марта 1989 года был рукоположен в сан диакона, а 26 апреля — во священника. В 1995 году возведён в сан протоиерея.
25 октября 1996 года пострижен в монашество с именем Антоний, на следующий день был возведён в сан архимандрита, а 11 ноября — хиротонисан во епископа новоучреждённой Ванской епархии.
В своё время владыка сам был судим и подвергался заключению, а в 1999—2000 годах стал председателем Отдела взаимодействия с заключёнными Грузинской Православной Церкви.
19 мая 2002 года он возглавил делегацию Грузинского Патриархата на освящении Санкт-Петербургского храма в честь Шестаковской иконы Божией Матери — церкви местной грузинской общины.
Неоднократно посещал Ставропольскую епархию Русской православной церкви, объединявшую на тот момент несколько регионов Северного Кавказа.
4 января 2004 года был возведён в сан архиепископа.
В марте 2007 года сопровождал Патриарха-Католикоса Илию II во время его посещения России; навестил Лухский Николо-Тихонов монастырь с дружеским посещением к её настоятелю, игумену Агафону (Чеснокову), на Светлой седмице 2008 года.
2 июня 2010 года возведён в сан митрополита.